# Cephalomanes laciniatum
Cephalomanes laciniatum là một loài thực vật có mạch trong họ Hymenophyllaceae. Loài này được (Roxb.) De Vol miêu tả khoa học đầu tiên năm 1975.